# オトコを見せてよ倉田くん!
『オトコを見せてよ倉田くん！』（オトコをみせてよくらたくん!）は、斉藤真也による日本のライトノベルである。イラストはフミオが担当している。第5回MF文庫Jライトノベル新人賞佳作受賞作。MF文庫J（メディアファクトリー）より2009年10月から2012年4月まで刊行された。日本国外では、台湾において小説翻訳版が刊行されている。
メディアミックス展開として、『月刊コミックアライブ』（メディアファクトリー）でなまもななせによるコミカライズ版が2010年11月号から2012年1月号まで連載された。また、2011年6月にはドラマCDが発売された。

## あらすじ
年上の女性が大好きな高校2年生・倉田優樹は、幼馴染の中学2年生・猫柳愛衣と彼女の親友・戌威小夜の2人と共に騒がしくも平和な日々を送っていた。ある日、優樹はふとした偶然から、愛衣と小夜が普通の人間ではなく、猫又一族、犬神一族という妖怪の末裔であるという驚くべき事実を知ってしまう。一族の秘密を知った優樹は口封じに殺されることを免れる代わりに愛衣・小夜の両方の婚約者となることを選択する。その後、優樹の元に、因幡一族の兎月ありす、天狐一族の狐火久遠、陰陽師の千影そらなど、妖と関連を持つ少女達が現れ、優樹はその度、様々な怪事件に遭遇することになる。

## 登場人物

### 主要人物
倉田優樹（くらた ゆうき）
本作の主人公。年上の女性が大好きな城南高校2年生。年下の幼馴染・愛衣に毎朝起こされている。ある日、パソコンのセットを頼まれて訪れた小夜の家で、彼女の秘密を知ってしまい、殺されるか小夜と婚約し戌威家の身内となるかの二者択一を迫られ、小夜と婚約する。その翌日には愛衣の秘密を知ってしまい、殺されるか愛衣と婚約して猫柳家の身内となるかの二者択一を迫られ、愛衣と婚約し、命がけの二股生活を送ることになる。その後ありすや久遠、そらや風といった美少女達と命の危険に晒されながらも同居生活を開始する。
学校では女たらしのダメ人間という悪い評判が中等部・高等部に広がっており、学校中から白眼視されているが、その一部は愛衣や小夜を守るために自ら撒いたものもあり、噂が無くなるまで耐え忍んでいるといった一面もある。
正体は神喰一族という人間界最強の存在であるが、長らくの間、その能力が発現することは無かったため、「百鬼夜行」「四生楼」の両方から黙認されてきた存在であった。しかし、体に十字架が突き刺さり生死の境を彷徨ったことからその能力が発現してしまい、命を狙われることになる。
自分を狙う「高天原」の事件を通し愛衣に惹かれていることを自覚した。
神喰いであったが、愛衣の仙里の力を喰うことにより神喰いでなくなった。基本、年上好きのダメ人間。
猫柳愛衣（ねこやなぎ めい）
本作のヒロインの一人。優樹の幼馴染。城南中学2年生。蜂蜜色の髪にツインテール。学園一の美少女で中等部・高等部を問わず非常に人気があり、宗教団体化したファンクラブも存在する。正体は猫又という妖であり、その中でも最強の力を誇る仙狸（せんり）の生まれ変わりとされ、猫又一族の中では神格化された存在である。
料理の腕は爆発的だが、叔母の猫堂茜に憧れていて将来は茜と同じパティシエになりたいという夢を持っている。
実母は元々体が弱く、愛衣を産んだ時に産まれてきた愛衣の力に耐えられずに命を落としてしまう。それが原因で実父から虐待を受けて育ったというトラウマを抱えており、現在でも時々悪夢に魘されることがある。
小学校1年の時に茜に引き取られてからも、他人には決して心を開かなかったが、悪夢に魘されていた自分に優樹が言った「ずっと一緒にいる」という一言がきっかけで優樹に心を開き、徐々に他人にも関心を持ち始め、友達を作れるようになった。年相応にからだ（特に胸）が成長していないのがコンプレックス。
初音から優樹と決して結ばれないことを突き付けられ、「高天原」側につき優樹に自分を殺させることを約束させられた後、初音と共に文化祭が終わった学園から姿を忽然と消した。いわゆる「ツンデレ」
戌威小夜（いぬい さよ）
本作のヒロインの一人。愛衣の親友。城南中学2年生。黒髪。愛衣とツートップを誇るほどの美少女であり、年齢に似つかわしくない巨乳の持ち主である。
小学校5年生の時に転校して、優樹と愛衣と仲良くなって以来、優樹に恋愛感情を抱いており、彼に積極的にアタックしている。初めの頃は警戒し愛衣に迷惑をかける優樹を嫌っていた。夏祭りの際、ある出来事を通して優樹を見直すようになりその時から「優兄さん」と呼ぶようになる。また、この頃から恋愛感情を持つようになった。
自身は父親の政治の道具として産まれた子供であるとして、その存在自体にトラウマを抱えていたが、愛衣と親友になり現在は克服している。
その正体は犬神という妖で、犬神一族の長として君臨できる程の実力の持ち主である。体術は勿論、剣術も使える。その腕前はデスクトップのパソコンを両断するほどのもので、犬神の力を使えばその鋭さはもっと上がる。
家事の腕は確かで非常に家庭的な女の子であるが、そのほとんどは優樹に気に入られる為だけに身につけたものである。いわゆる「ヤンデレ」
兎月ありす（うさつき ありす）
第2巻より登場。人間と因幡一族というウサギの妖のハーフである高校2年生。富豪の令嬢である。病弱で幼い頃から入退院を繰り返している。ウサギだけあって物音や気配には敏感。
以前学校に通った際には髪や瞳の色を理由に虐められて校内で孤立しており、3歳の頃に母親にも捨てられ、父親にも多忙だからと構って貰えなかったため、孤独だったことにトラウマを抱えている。
「百鬼夜行」という妖の組織の調査委員になり、愛衣と小夜の調査のため優樹に近づき利用するが、本当の目的は愛衣の神の力を自身に移植することと優樹・愛衣・小夜の3名を殺害することであり、梓に唆されていた計画が失敗、騙されていたことが判明し「百鬼夜行」から調査委員の資格を剥奪され、謝罪を含めた処罰により1年間優樹の家でメイドとして働くという罰を与えられている。優樹に好意を抱いているが愛衣達とは違い「もし自分を選んでくれるなら他の人とも結婚していい」ともいっていて、そらからは「二人は性別を超越した関係」ともいわれている。何かとからかうような言動を見せ優樹の反応を見ては楽しんでいる。それに加え、周りを勘違いさせる言動を見せ困らせ、妬きもちを妬く場合もある。
黒依の可愛さに一目惚れし、黒依を怯えさせるほど抱きつくなど愛情表現（？）が過激。いわゆる「不思議ちゃん」
狐火久遠（きつねび くおん）
第3巻より登場。無人島で父親と姉の3人で生活している中学1年生。小学校1年生の頃に母親を病気で亡くし、父親や姉と共に無人島で生活している。
その正体は天狐一族という妖で、他人に変身したり手から狐火という炎を出すことが出来たりする。
最愛の母親を亡くし、父親は信頼していた人々に裏切られたため、この世界を憎み全世界を壊滅させることを目標とする復讐の信奉者で、偶然無人島に漂着し二股という最低の行為をしていながら幸せそうな優樹を見て殺意を抱く。その後、優樹たちと行動を共にすることで、殺意は自然に薄れると同時に彼に対する恋心を芽生えさせていく。
優樹達が無人島から救出されたと同時に、自身も島を出て家族と離れ彼らと行動を共にする決心を固め、愛衣の従妹として城南中学に転校する。物静かでクール。口数が少ないものの優樹の対して辛辣な言葉が多く、大人びた発言もする。優樹を「お兄ちゃん」と呼び慕っている。優樹に気に入らないことがあると「お兄ちゃん、嫌い」「お兄ちゃん、サイテー」など言うことも増えてきた。とある事情から賢悟に命を狙われてから苦手。
かなりの読書家であり、父親の研究書から様々な知識を会得している。また他人がプレーしていたバスケットボールを見ただけで、バスケ部員を圧倒するプレーを見せたり、2・3カ国語を話したりと多才である。いわゆる「無口ロリっ子」
千影そら（ちかげ そら）
第3巻終盤でわずかに登場した後、第4巻より本格登場。幼い頃、優樹が家族で旅行に出かけた際に知り合った幼馴染で、天然ドジっ娘の高校2年生。普段はのほほんとのんびりした性格。しかし、しっかりとした芯を持っており目的のためには実力行使も辞さないほど。
千影一族という陰陽師一族の長であり、「四生楼」という「百鬼夜行」と同盟を結んでいる人間の組織のトップの1人であり、現在最強の陰陽師である。優樹と出会う少し前に自分の能力で他人を傷つけてしまい周りから畏怖される存在だったが優樹との出会いがきっかけで優樹を守れる存在になろうと躍起になる。そのため、幼い頃から修業を積んで一族の中でも「影」を操れる数が最多。愛衣・小夜の2人を相手をしても引くどころか逆に追い詰めるほどの実力を持つ。
一族が操れる「影」の数は平均で10体ほどだが、彼女の場合は1000を遥かに超える。影の中は収納が可能で、武器は勿論戦衣装も収納している。そらの場合は「戦巫女モード」と呼ばれる数百人分の影でできた衣装を纏うことで桁外れの戦闘力を誇っている。
小夜以上の巨乳であり、優樹の許婚として彼と同居することになる。いわゆる「天然系」
風（ふう）
第5巻に登場。鎌鼬一族三姉妹の三女。外見は10歳位の幼女だが、実年齢は100歳以上であり、「百鬼夜行」と「四生楼」の同盟を結ばせた張本人で両組織の名誉会長を務めている。
イタチの姿で罠にかかっていた所を偶然居合わせた優樹に助けられ、紆余曲折を経て優樹とツガイになることを望み優樹の家に押しかける。いわゆる「年増ロリ」
烏乃黒依（からすの くろえ）
ドラマCDヒロインオーディションにて新ヒロインの座を獲得した八咫一族の9歳の少女。第6巻本編にも登場。
性格はドSで、愛衣や小夜に暴言を浴びせるなど怖いもの知らずな子である。
母親と喧嘩し家出した際に、妖の間で「年下の妖ばかりを囲う、ロリコンでドMな変態男子高校生」として噂になっていた優樹の娘と偽り、優樹を篭絡し、家に置いてもらおうと考え優樹に接近する。
優樹に子作りを迫るが優樹に諭され、嘘がばれてからも優樹をパパと慕い、「大人になったらパパのお嫁さんになる」と公言し、愛衣や小夜と火花を散らす。
時間軸的に第6巻に登場した際には愛衣や小夜と出会っており、ありす、久遠、そら、風とは初対面。八咫一族は修行を司る一族でもあるため、風の提案により優樹の特訓のために呼ばれた。その際、黒依の可愛さに一目惚れしたありすの過激な愛情表現（？）でありすが苦手・天敵の対象となり、手伝う代わりにありすから守ってほしいとまで言った。
詩猫初音（しびょう はつね）
第6巻（第5巻のラスト）に登場。愛衣と同じく猫又一族。「黒猫事件」の真犯人であり、猫又の中でも力が一番強いとされる黒猫で茜やショウとは違い全身が黒いため、生まれた時から凶兆とされ畏怖され一族から隔離されて育った。
優樹の初恋相手でもあり、優樹を幼い頃から知っており「初音お姉ちゃん」と呼ばれていた。
優樹が神喰一族であることを知っており、また力に目覚めつつある事も知っているため「百鬼夜行」と「四生楼」から監視の命を受けてやってきた。「百鬼夜行」らと対抗する「高天原」から優樹を護る命も受けており、自分に何かあった時でも身を守れるように訓練を提案する。ボディーガードという事もあり実力は折り紙つきで1つずつ違った効力を持つ鉤爪を使い攻撃する。
優樹の元から姿を消した後、「百鬼夜行」の手により地下深くに幽閉されていたが、優樹の監視とボディーガードの命を受け、監視付きだが解放された。監視のために首に高性能爆弾付きのチョーカーを付けられている。
正体は「高天原」のトップであり、文化祭が終わった頃に愛衣を屋上へと呼びだし、優樹とは決して結ばれない運命であることを突き付け、自分の配下に付き優樹に殺させることを約束させたのち、愛衣と共に姿を消した。

### その他
猫堂茜（びょうどう あかね）
愛衣の叔母に当たる人物で、実父から虐待を受けていた愛衣を見かねて、彼女を引き取り育てている。「おばさん」と呼ぶと怒り、周囲には「茜さん」と呼ばせている。
喫茶店「CAT'S BELL」を経営しており、パティシエとして厨房にも立っている。ケーキ作りの腕は確かで、遠方からも彼女の作ったケーキを求めて客がくる程である。
優樹の母・倉田静鶴とは、昔からの友達であり頭が上がらない。
赤ん坊の頃から優樹の面倒を見ており、彼のことを誰よりも理解している所があり、愛衣の心を開き誠実に愛衣と向き合ってきた点を高く評価している。優樹は毎回、懲りずに「茜おばさん」と呼んでしまうのでその都度、鉄拳制裁を喰らっている。
戌威賢悟（いぬい けんご）
小夜の叔父。小夜をかなり溺愛しており、彼女に近づく男を許さず優樹に対しては大鎌や大鋏を持って追い掛け回している。
大杉太一の設立した宗教「わん、にゃん、ラビット、フォックススカイ」の信者であり、四天王「溺愛の細目眼鏡」の二つ名を保有する。小夜を優樹から守るためにはどんなことをしてでも護ろうとしており、小夜のストップが入るまで暴走を続ける。勝手に小夜の未来予定を描くも本人や優樹に将来は自分で決めるものだと咎められる。
大杉太一（おおすぎ たいち）
優樹の親友であり悪友。背が低いことを気にしている。普段は実の姉の乱暴な態度に辟易しており、女性は年下が好みで、ロリコンの気もある。年上趣味にもかかわらず年下や同級生の美少女に囲まれている優樹に嫉妬しており、「わん、にゃん、ラビット、フォックススカイ」という宗教を起こし、教祖として君臨している。
大杉睦月（おおすぎ むつき）
太一の姉で大学生。優樹の理想の女性ではあるが、弟の太一に対しては暴君のように振舞っている。
ショウ
本名不明。第1巻に登場。猫又一族党首の息子で次期党首候補であり、愛衣の許婚。乱暴者であり愛衣と茜からは良く思われておらず、優樹と愛衣の婚約を期にショウとの婚約を破棄させるも、本人は愛衣に気があり婚約破棄に納得がいかず、部下を一族に内緒で動かして愛衣の略奪を試みる。
稲苗代梓（いなわしろ あずさ）
第2巻に登場。兎月ありすの専属メイドで大亀一族出身の妖。ありすの命令を忠実にこなす優秀なメイドであるが、ありすの伯父に兄を冤罪で投獄されており、兄の救出と因幡一族への復讐のためありすを唆し、彼女の殺害計画を実行するも愛衣の神の力の前に敗れ、「百鬼夜行」の矯正施設に収監される。
狐火巌（きつねび いわお）
第3巻に登場。花音と久遠の父。「百鬼夜行」内部では、龍脈を使って人体実験を行なったとして「百鬼夜行」を追放された龍脈研究所職員となっているが、実際は病気の妻の命を救うために龍脈を使用させて欲しいと「百鬼夜行」に頼み込んだものの、無視された上に追放された。その直後に妻を亡くしており、「百鬼夜行」と世界に対し激しい憎悪を抱いている。
追放された後は、無人島に娘2人と移住し、世界を滅ぼすべく龍脈の研究を独自に行なっている。
狐火花音（きつねび かのん）
第3巻に登場。巌の長女で久遠の姉。父と妹と共に無人島で生活している。父親の研究内容に恐怖心を抱き、父親を監禁するも復讐の信奉者である妹を止めるために優樹達に協力を要請する。
実は極度のファザコンであり、久遠が島を出る時も父親と2人で無人島で生活していく道を選択した。
倉田静鶴（くらた しづる）
第5巻に登場。優樹の母親。優樹を置いて夫の単身赴任に同行する。
かなりの天然ボケであり、一度決めたら絶対に自分の意見を曲げず、誰の意見にも耳を貸さない。
単身赴任先に訪ねてきたそらを優樹の妻にしようと企み、他の少女達と優樹の妻の座を賭けて争わせた張本人である。
愛沢咲（あいざわ さき）
城南中学校女子バスケットボール部部長の中学3年生。「わん、にゃん、ラビット、フォックススカイ」の構成員でありすのことを「兎月お姉さま」と呼んでいる。
鈴木ゆうひ（すずき ゆうひ）
城南中学校美術部長の中学3年生。「わん、にゃん、ラビット、フォックススカイ」の構成員であり愛衣派。
櫻井舞子（さくらい まいこ）
城南中学3年生で美術部所属。天才中学生画家として城南中学校で一番の有名人。
優樹と久遠をモデルに描いた作品「触るオトコ」で若手登竜門と呼ばれる絵画コンクールで史上最年少入賞を果たす。

## 評価
第5回MF文庫Jライトノベル新人賞にて佳作を受賞した（受賞時のタイトルは『リトルリトル☆トライアングル』）。同賞で審査員を務めた桑島由一は本作を以下のように評している。

## 既刊一覧

### 小説
- 斉藤真也（著）・フミオ（イラスト）、メディアファクトリー〈MF文庫J〉、全7巻

| タイトル                    | 初版第一刷発行日 | 発売日         | ISBN              |
| --------------------------- | ---------------- | -------------- | ----------------- |
| オトコを見せてよ倉田くん！  | 2009年10月31日   | 2009年10月23日 | 978-4-8401-3057-8 |
| オトコを見せてよ倉田くん！2 | 2010年2月28日    | 2010年2月25日  | 978-4-8401-3185-8 |
| オトコを見せてよ倉田くん！3 | 2010年6月30日    | 2010年6月25日  | 978-4-8401-3419-4 |
| オトコを見せてよ倉田くん！4 | 2010年9月30日    | 2010年9月24日  | 978-4-8401-3505-4 |
| オトコを見せてよ倉田くん！5 | 2011年3月31日    | 2011年3月25日  | 978-4-8401-3860-4 |
| オトコを見せてよ倉田くん！6 | 2011年6月30日    | 2011年6月24日  | 978-4-8401-3943-4 |
| オトコを見せてよ倉田くん！7 | 2012年4月30日    | 2012年4月25日  | 978-4-8401-4552-7 |

### 漫画
- 斉藤真也（原作）・フミオ（キャラクター原案）・なまもななせ（作画）、メディアファクトリー〈MFコミックス アライブシリーズ〉、全3巻

| タイトル                     | 初版第一刷発行日 | 発売日        | ISBN              |
| ---------------------------- | ---------------- | ------------- | ----------------- |
| オトコを見せてよ倉田くん！ 1 | 2011年3月31日    | 2011年3月23日 | 978-4-8401-3773-7 |
| オトコを見せてよ倉田くん！ 2 | 2011年6月30日    | 2011年6月23日 | 978-4-8401-4005-8 |
| オトコを見せてよ倉田くん！ 3 | 2012年1月31日    | 2012年1月23日 | 978-4-8401-4097-3 |

## ドラマCD
2011年6月24日にEDGE RECORDS（販売元：ビートニクス）より発売。
2010年10月に『月刊コミックアライブ』誌上にてドラマCDヒロインオーディションが開催され、3人のキャラクターからドラマCDに登場する新ヒロインとして烏乃黒依が選出された。
キャスト
- 倉田優樹：阿部敦[15]
- 猫柳愛衣：伊藤かな恵[15]
- 戌威小夜：佐藤聡美[15]
- 兎月ありす：阿澄佳奈[15]
- 狐火久遠：茅原実里[15]
- 千影そら：金元寿子[15]
- 烏乃黒依：小野涼子[15]